# Mycena nucicola
Mycena nucicola é uma espécie de cogumelo da família Mycenaceae. Foi descrito cientificamente por Huijsman em 1958.